# Chinese draak

Vlag van China, 1889-1911

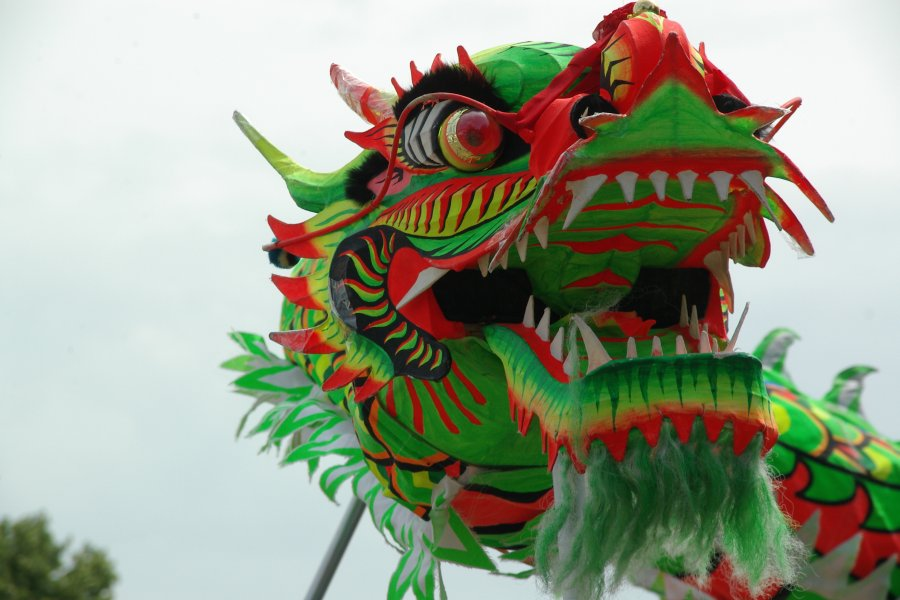
Chinese draak tijdens Drakendans

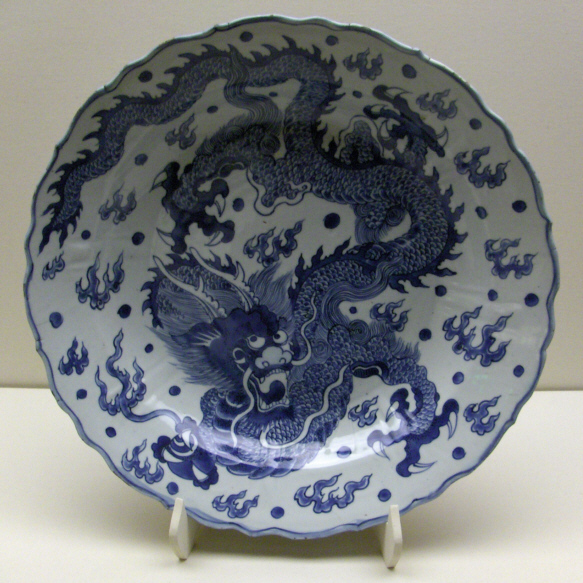
Chinese draak op Ming servies

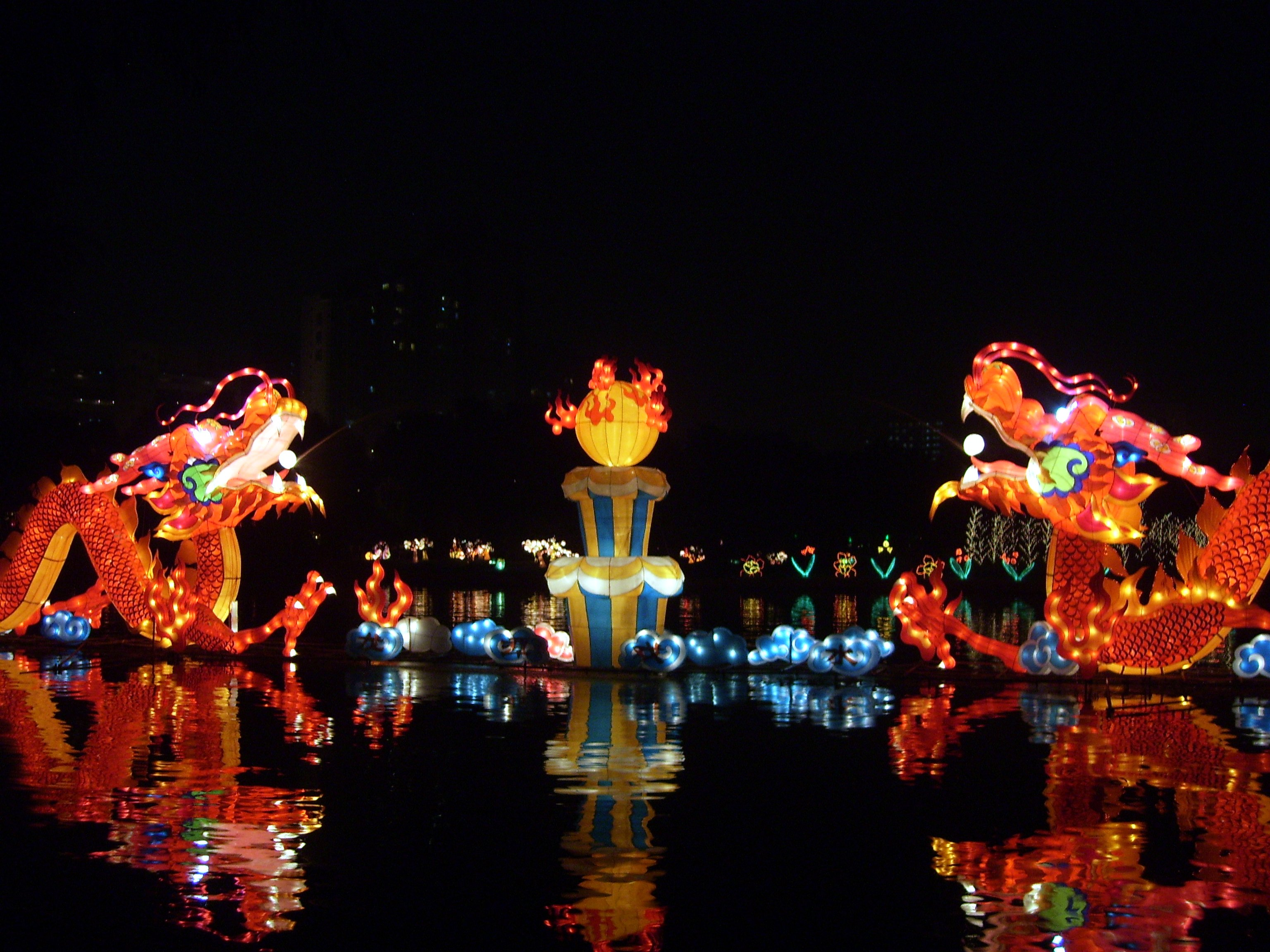
Midherfst- of Maanfestival in Peking

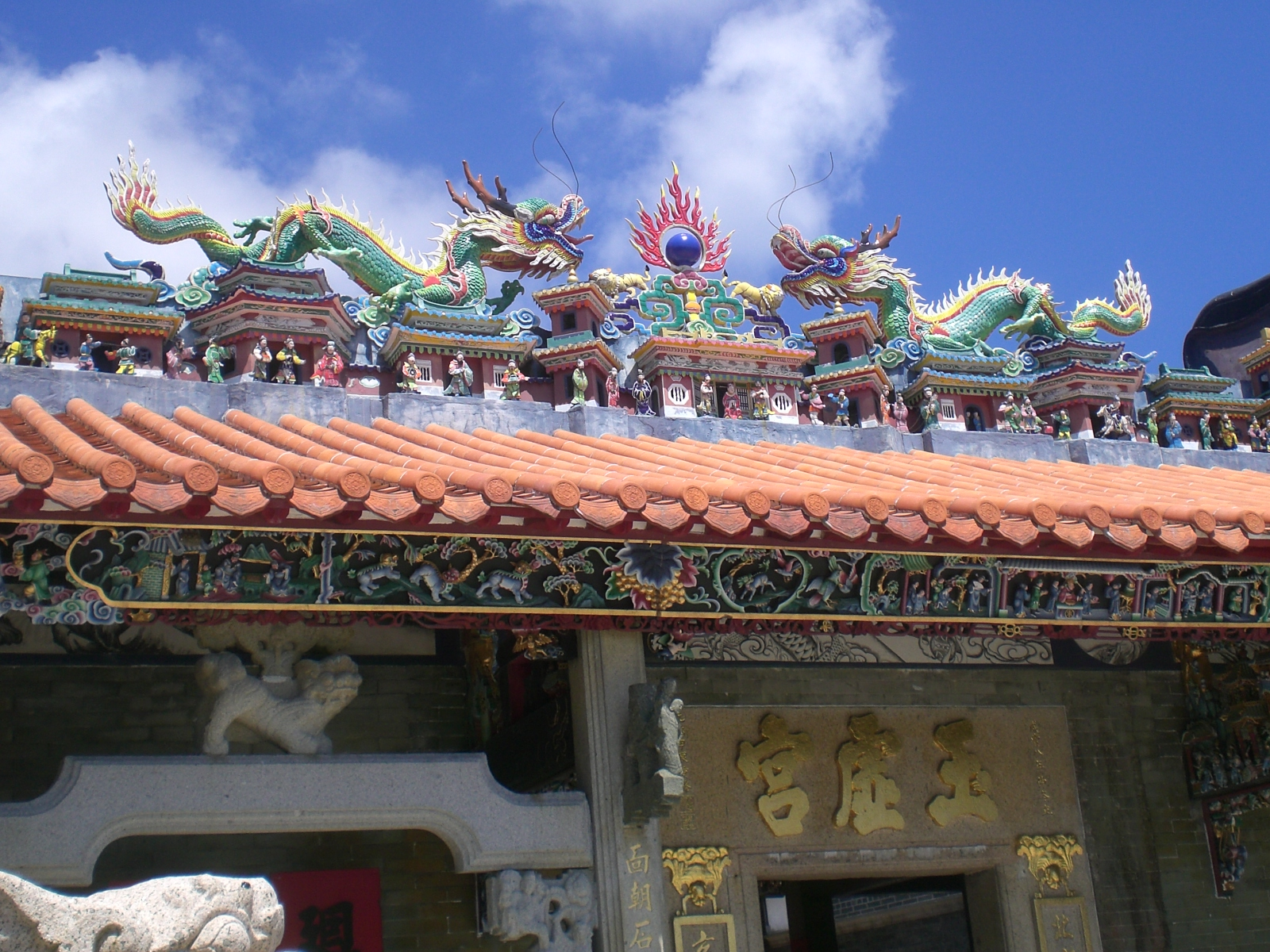
Chinese draken op de Cheung Chau Pak Tei tempel

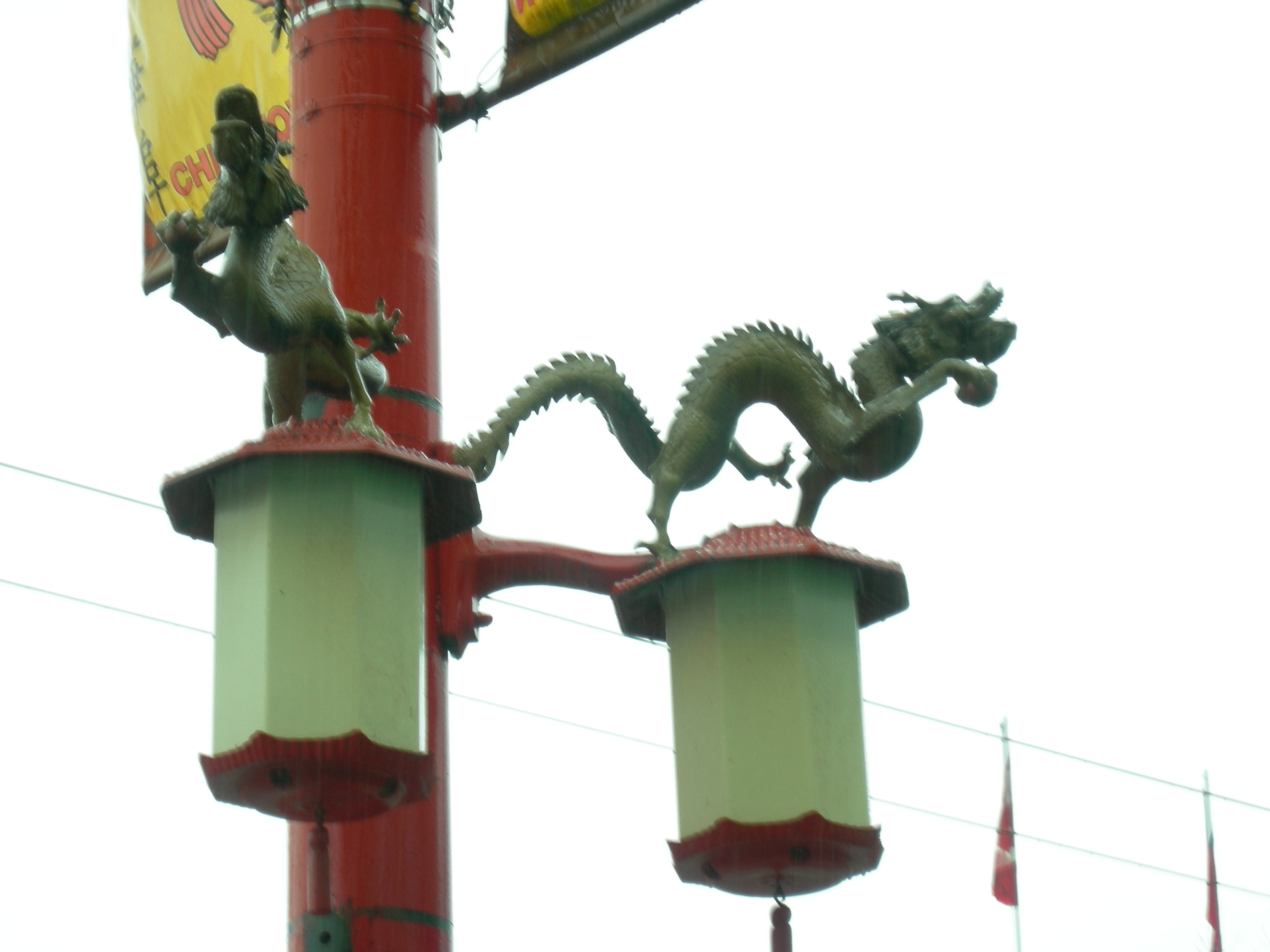
Straatlantaarn in Chinatown in Vancouver

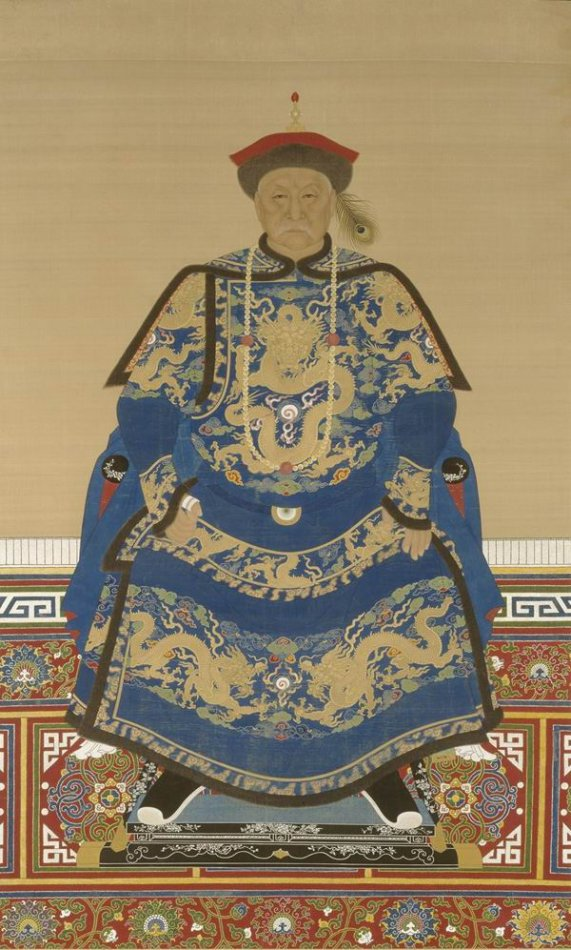
Portret van Oboi

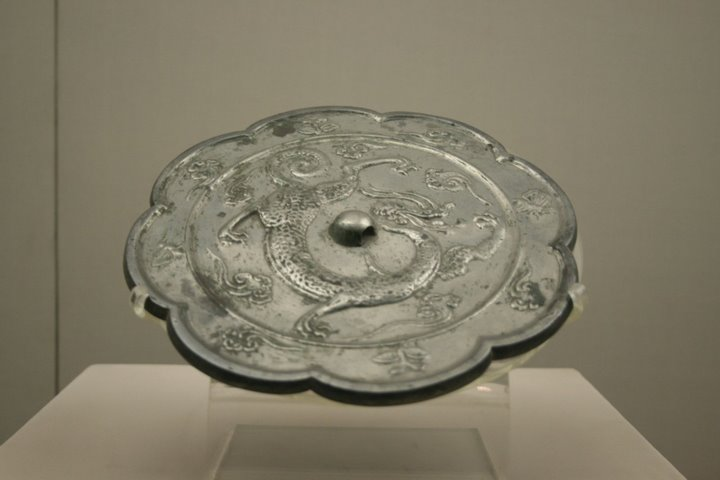
Spiegel in brons met Chinese draak uit de Tang-dynastie

De Chinese draak, Chinees: 龍, Mandarijn: Lóng, Kantonees: Long, wordt in tegenstelling tot draken in de westerse wereld, gezien als een teken van geluk. Het is een van de vier hemelse dieren en zou tevens de stichter zijn van de keizerlijke familie.
De andere drie hemelse dieren zijn:
- Feng Huang, Chinese feniks
- schildpad
- Qilin, Chinese eenhoorn

Er bestaat een cultuur waar deze draken een centrale plaats bij innemen met de drakenboot, het drakenbootfeest en de drakendans en waarin tal van volksverhalen over draken worden verteld.

## Beschrijving
Er zijn een paar duidelijke verschillen tussen de draken uit het Oosten en de draken uit de westerse wereld: Chinese draken spuwen geen vuur, ze hebben geen vleugels, maar kunnen vliegen met behulp van magie en kunnen van gedaante veranderen. Deze draken zijn geen knorrige, gevaarlijke of hebberige schepsels. Ze zijn vrolijk, wijs, vriendelijk en hulpvaardig en dragen volgens sommigen een parel met magische eigenschappen in hun baard, de zogenaamde drakenparel. Draken zijn erg gastvrij en vrijgevig, maar dit wil niet zeggen dat het geen geduchte, mensverslindende tegenstander is voor vijanden en dieven.
Een Chinese draak heeft een kop die op die van een paard of kameel lijkt, geweien en een baard. Zijn lenige lichaam is volledig met schubben bedekt en zijn vier poten hebben klauwen. Vaak houdt de draak een bol of parel vast, dit staat voor de donder. De draken kunnen onzichtbaar worden en klein als een rups of zo groot dat ze alles tussen hemel en aarde vullen.
Draken worden uit een ei geboren, als waterslangen, en veranderen later in echte draken. Een Chinese draak is de god van het water en iedere poel of put heeft zijn eigen draak. De opperste drakenkoning heeft zijn paleis op de bodem van de Oostelijke Oceaan en ze beschikken over magische vermogens. Draken kunnen zich in de gedaante van mens, vis of slang vertonen en ze roven soms jonge meisjes. Ze kunnen net als andere fabeldieren eerder door een list worden bedwongen dan door geweld. De meeste van deze draken houden zich op in rivieren, meren en andere wateren die ze laten overstromen als ze kwaad zijn. Andere brengen regen, trekken de koets van de eerste Chinese keizers of bewaken de hemel.
De draak staat bovenaan de mythische rangorde van 360 geschubde dieren. Hij hoort bij het oosten en staat symbool voor de zonsopkomst, lente en vruchtbaarheid. De taoïstische draak brengt geluk en voorspoed, na de komst van het boeddhisme gaan de draken meer lijken op de naga's uit India. Draken staan voor yang, terwijl de feniks voor yin staat, dus voor het mannelijke en vrouwelijke.

## Beroemde draken

### Long Wang
Dit zijn drakenkoningen die voor regen zorgen, de goden van rivieren, meren en zeeën. Ze vertegenwoordigen wijsheid, kracht en goedheid. Een boze Long Wang zorgt voor storm, mist en aardbevingen. Hij beschermt vissers en waterdragers, maar straft verspillers van water.

### Lung
De grootste draak uit de Chinese legenden is Lung, keizer van de hemel. Hij heeft de hoornen van een hert, de kop van een hond, de oren van een os, de schubben van een vis, de klauwen van een arend en de poten van een tijger. Hij heeft een machtige stem en de wolken zijn uit zijn adem ontstaan.

### Keizersdraak
De beroemdste Chinese draak is de Keizerdraak, van wie de keizers van China zouden afstammen. De eerste Chinese keizer zou zelfs een drakenstaart hebben gehad. Een draak was in China, en ook in Japan, het symbool van de keizer. Een keizerdraak is onder andere te herkennen aan de vijf vingers aan elke poot, waar een gewone draak er drie of vier heeft.

### Meer
Andere beroemde draken zijn Chiao, de opperdraak van de Aarde en de Drakenkoningen, heersers van de oceanen.

## Volksverhalen
- Li Jing
- Het verhaal van Liu Yi
- Zhou Han
- Het verhaal van het Keizerskanaal
- Dubbel Vijf

Hui-Neng liet een draak zo klein worden, dat die in een rijstkommetje paste en temde hem.